# 山代町 (石川県)
山代町（やましろまち）は、かつて石川県江沼郡に存在した町。現在の加賀市中央部に相当する。山代温泉で知られた。

## 地理
北側の江沼平野と南側の江沼丘陵の境界付近に位置する。かつては北陸鉄道加南線の路線が本町内に展開し、粟津温泉、動橋駅、山中温泉などと連絡していた。現在では、合併前の本町域をもって「山代地域」と称されている（旧・南郷村（南郷地区）の黒瀬町、保賀町、中代町を含む）。
- 河川
  - 動橋川、大聖寺川、尾俣川

## 歴史
- 1889年（明治22年）4月1日 - 町村制の施行により、江沼郡山代村、桂谷村及び尾俣村の区域をもって、江沼郡山代村が発足する。
- 1911年（明治44年）3月5日 - 山代軌道（のち温泉電軌→北陸鉄道動橋線）の山代駅 - 動橋駅間が開業。
- 1913年（大正2年）3月10日 - 山代村が町制施行して、山代町となる。
- 1914年 - 温泉電軌（後の北陸鉄道連絡線）の河南駅 - 山代東口駅 - 粟津温泉間駅が開業。
- 1937年（昭和12年）5月12日 - 町役場付近の寺が放火され中心部へ延焼。町役場や民家122戸などが焼失[1]。
- 1942年（昭和17年）5月5日 - 庄村を編入する。
- 1948年（昭和23年）7月7日 - 山代町議会が住民投票でリコールされるが、町側は提訴し解散は凍結され任期満了に至る。全国で初めて地方議会のリコール成立。
- 1955年（昭和30年）1月20日 - 山代町、勅使村及び東谷口村が合併して、改めて山代町が発足する。
- 1958年（昭和33年）1月1日 - 大聖寺町、山代町、橋立町、片山津町、動橋町、南郷村、三谷村、三木村及び塩屋村が合併して、加賀市が発足する。大字山代は山代温泉に名称を変更する、他の25大字は加賀市の町名に継承。

## 経済
- 山代温泉 - 北陸3県最大級の温泉街。行基による開湯伝説があり、近代以後には北大路魯山人[2]、与謝野鉄幹と与謝野晶子[3]、泉鏡花[3]、吉井勇[3]などが訪れた。

## 交通

### 鉄道
- 北陸鉄道
  - 連絡線：山代駅 - 山代東口駅 - 宇和野駅 - 森区駅 - 二ッ屋駅 - 勅使駅 - 栄谷駅 - 東栄谷駅
  - 動橋線：宇和野駅 - 庄学校前駅 - 庄駅

## 娯楽
- 山代映画劇場 - 映画館[4]。